# Varanus salvator macromaculatus
Sous-espèce
Statut de conservation UICN

 LC  : Préoccupation mineure
Statut CITES
Varanus salvator macromaculatus est une sous-espèce du Varan malais (Varanus salvator), une espèce de sauriens de la famille des Varanidae.

## Description
Le Varan malais est un grand lézard ovipare diurne. Il peut atteindre presque 3 m de long et peser jusqu’à 60 kg. Le plus grand varan de cette espèce capturé mesurait 3,21 m. Cependant, la moyenne des individus est entre 1,5 et 2 m.
Il vient en troisième position par la taille après le Varan-crocodile et le Dragon de Komodo.
C'est un animal semi-aquatique. Il nage très bien, plonge et peut rester plus d'une demi-heure sous l'eau. Sur la terre ferme, il se déplace aussi rapidement.
Si un varan surpris est dans l'impossibilité de s'enfuir, il se défend férocement à coups de dents, à coups de griffes et à coups de queue.
Sa bouche est un véritable bouillon de culture de bactéries et de germes putrides.

### Alimentation
Ce varan est carnivore et charognard. Il se nourrit de poissons, de grenouilles, des petits lézards, de rongeurs (dont les rats), d'oiseaux, de crabes d'eau douce et de serpents. Parfois il dévore même des tortues et de jeunes crocodiles.

### Reproduction
La femelle pond en général de 5 à 25 œufs qu'elle enterre dans le sable ou l'humus. Après 7 à 9 mois l'éclosion a lieu et les jeunes varans se nourrissent d'insectes et de petits invertébrés.

## Répartition

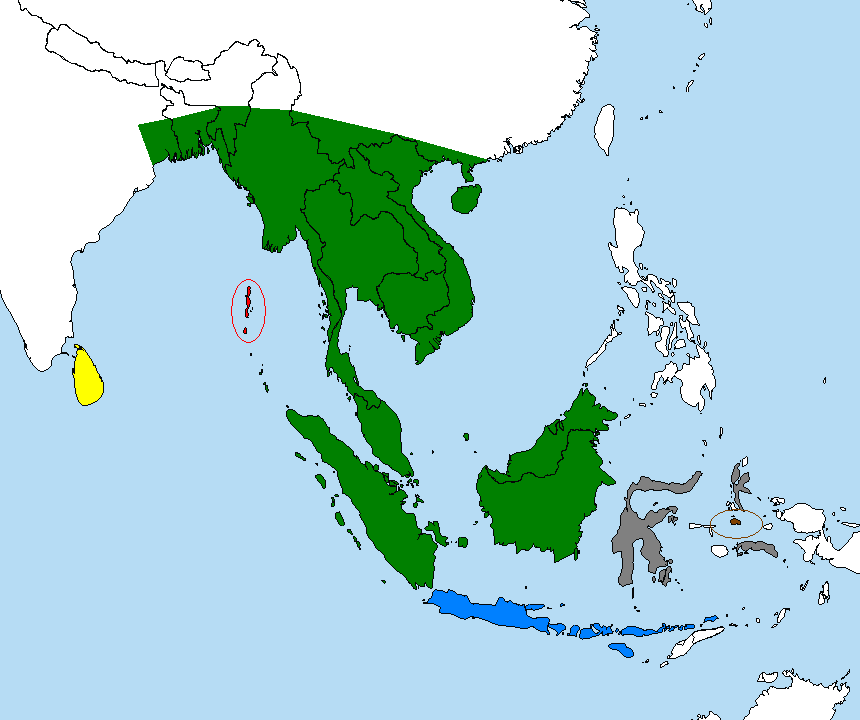
Répartition :
vert : Varanus salvator macromaculatus
jaune : Varanus salvator salvator
bleu : Varanus salvator bivittatus
rouge : Varanus salvator andamanensis
marron : Varanus salvator ziegleri
gris : pas de populations distinctes

Varanus salvator macromaculatus se rencontre : au Bangladesh, en Birmanie, au Cambodge, en Indonésie (Sumatra, Bornéo), au Laos, en Malaisie, en Thaïlande et au Viêt Nam.

## Habitat
Varanus salvator macromaculatus occupe une grande variété d’habitats humides dans les régions tropicales d’Asie du Sud-Est. On le trouve principalement dans les forêts tropicales, les mangroves, les zones marécageuses, ainsi qu’aux abords des rivières, canaux et lacs. Cette sous-espèce est bien adaptée à la vie semi-aquatique, excellant à la fois dans l’eau et sur terre.
Elle est également connue pour sa tolérance aux environnements anthropisés. Dans certaines zones urbaines, notamment en Thaïlande et à Singapour, il n’est pas rare de la voir s’aventurer près des habitations humaines, où elle peut fouiller les décharges ou se rapprocher des poulaillers pour y voler des œufs ou s’attaquer à de petites volailles. Cette opportunisme alimentaire lui permet de survivre dans des milieux dégradés ou fortement modifiés par l’homme.

## Dénominations
En Thaïlande, on l'appelle เหี้ย et aussi ตัวกินไก่ (la « bête qui mange les poulets ») ou น้องจระเข้ (le « petit frère du crocodile ») ou bien dragon noir (มังกรดำ) ou varan noir (เหี้ยดำ). Cet animal a mauvaise réputation et un mauvais garçon s'appelle aussi เหี้ย.

## Systématique
Le nom valide complet (avec auteur) de ce taxon est Varanus salvator macromaculatus Deraniyagala, 1944.